# 穆阳溪
穆阳溪，流经中华人民共和国福建省东北部的一条河流，是交溪右岸支流。源流称蛟龙溪，发源于政和县东部镇前镇半源村西北狮子岩东麓，东南流经周宁县中部称龙亭溪，进入福安市称“穆阳溪”，经福安畲族开发区、康厝畲族乡、穆阳镇、穆云畲族乡、溪潭镇等地，于罗江街道以北汇入交溪。河长123千米，流域面积1389平方千米，河道平均比降7.4‰。流域内水力资源理论蕴藏量27.72万千瓦，可开发装机容量54.1万千瓦。现已进行芹山、周宁、闽东三级开发。